# Fußgönheim
Fußgönheim este o comună din landul Renania-Palatinat, Germania.